# Jean-Jacques Monanteuil
Jean-Jacques François Monanteuil né le 11 juillet 1785 à Mortagne-au-Perche et mort le 10 juin 1860 au Mans est un peintre et dessinateur français.

## Biographie
D’un père marchand de laine d’origine champenoise établi dans le Perche par son mariage, devenu secrétaire de la mairie de Mortagne, Jean-Jacques Monanteuil entre, patronné par Louis-Joseph Poissonnier de Prulay, à l’école Centrale de l’Orne où, manifestant de sérieuses dispositions pour le dessin, il est dirigé par son protecteur sur Paris où il a Jacques Frainais d'Albert pour maître. Il se rend à Paris vers 1800 et devient ensuite l'élève et le principal assistant d' Anne-Louis Girodet de Roucy-Trioson (1767-1824), qui l’emploie à l’exécution de ses plus beaux tableaux ainsi qu’à ses travaux de décoration du château de Compiègne où il reste jusqu'à sa mort, en 1824. Il lui sert de modèle pour le jeune paysan du tableau Napoléon recevant les clefs de Vienne. La légende[réf. nécessaire] prétend qu’il est aussi le modèle pour Chactas dans le célèbre tableau Atala au tombeau.
Il prend part aux Salons de 1812, 1819, 1824 et 1827. Il dessine le Passage des Thermopyles et l’Enlèvement des Sabines de David, le Lévite d’Ephraïm d’Auguste Couder pour la gravure, ainsi qu’une partie de l’œuvre de Pierre-Narcisse Guérin.
Il enseigne le dessin à l'Académie d’Alençon, de la mort de son maître Girodet en 1843 jusqu'à sa retraite, en 1851, au Mans où il meurt oublié de ses contemporains.
Ses portraits à l'huile et au crayon se distinguent par la ressemblance et la finesse de la touche. Cet artiste, d’un vrai talent, a eu le courage de ses convictions ; méconnu, il sut sacrifier sa carrière d'artiste aux devoirs de la famille, supportant bien des déboires avec noblesse et résignation.

## Œuvres
- Le Mans, musée de Tessé :
  - Portrait de son père, huile sur toile ;
  - Portait de son père et de sa mère, huile sur toile ;
  - Jean Jacques François Monanteuil, huile sur toile ;
  - Deux jeunes filles, huile sur toile ;
  - Un vieux maître d’école, huile sur toile ;
  - Une jeune Bretonne, huile sur toile ;
  - Portrait d'un paysan breton, huile sur toile ;
  - Une jeune paysanne ;
  - Un ouvrier, huile sur toile.
- Lisieux, musée d'Art et d'Histoire : Le Mont-Saint-Michel, huile sur toile.
- Rennes, musée des Beaux-Arts : Vue de l’arcade de l’ancien hôpital Saint-Yves à Rennes, huile sur toile.
- Paris, Musée du Louvre : Le Vieux Soldat (1852)[1]

Œuvres de Jean-Jacques Monanteuil
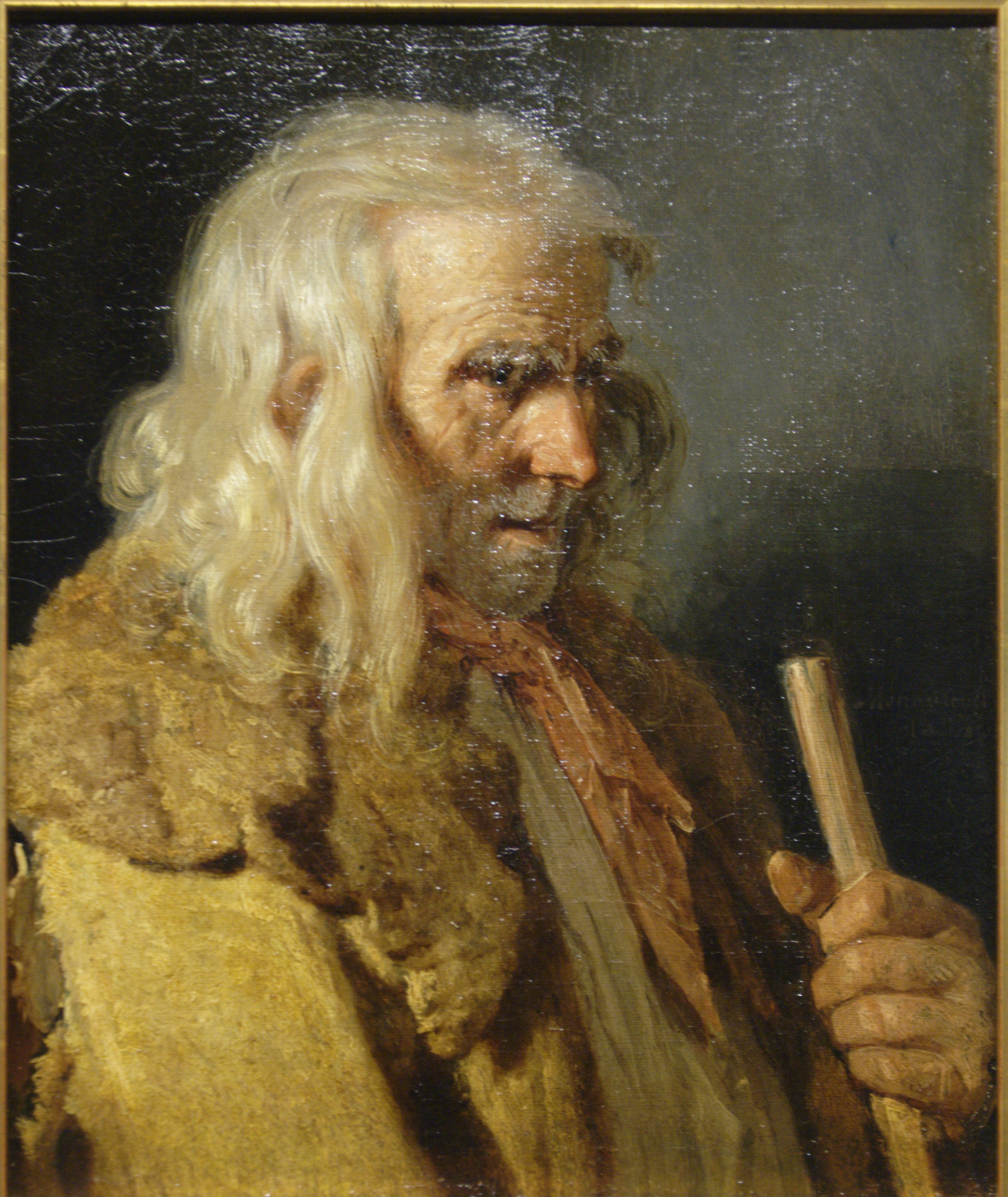
Portrait d'un paysan breton (1834), Le Mans, musée de Tessé.
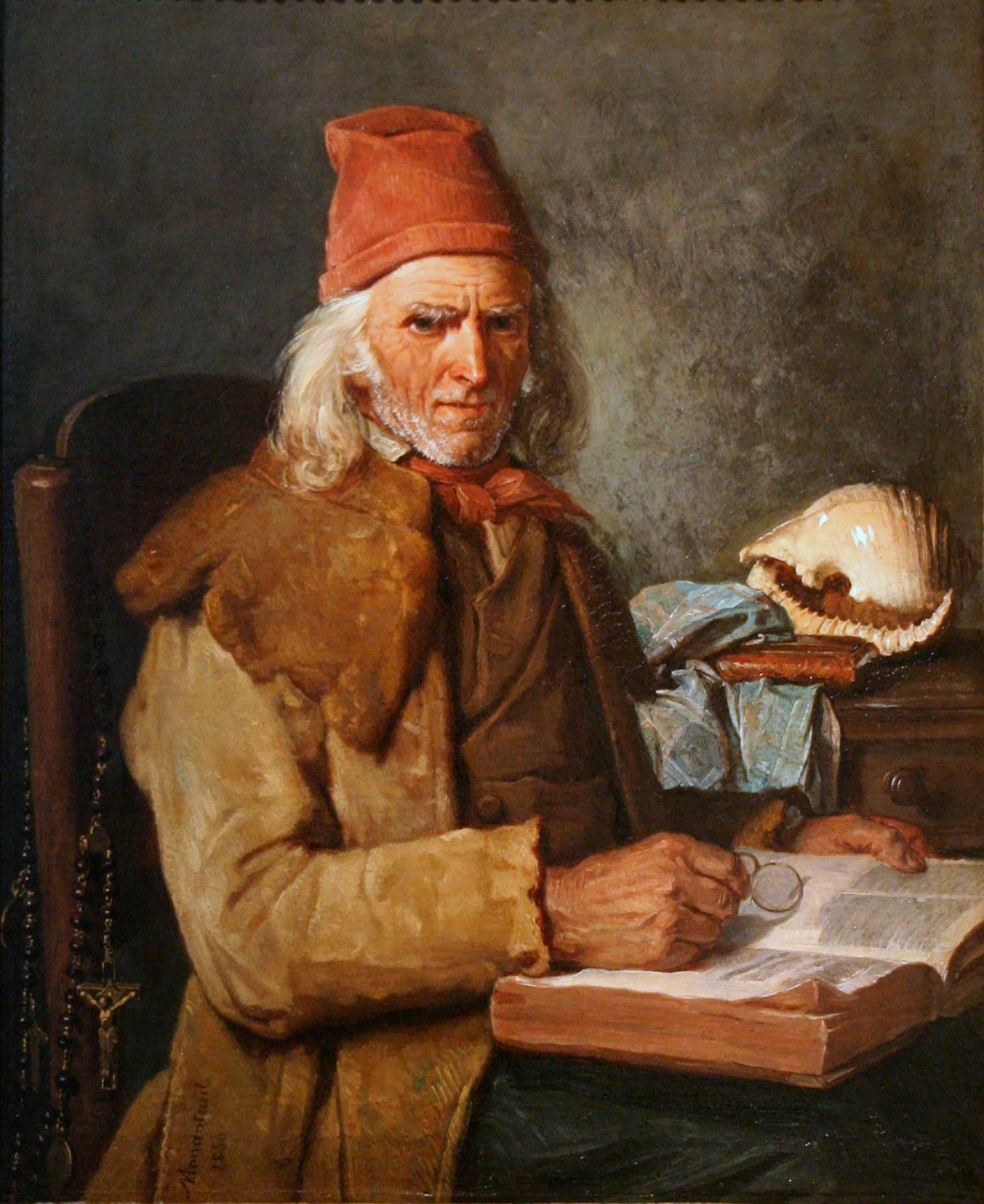
Le vieux maître d'école (1850), Le Mans, musée de Tessé.
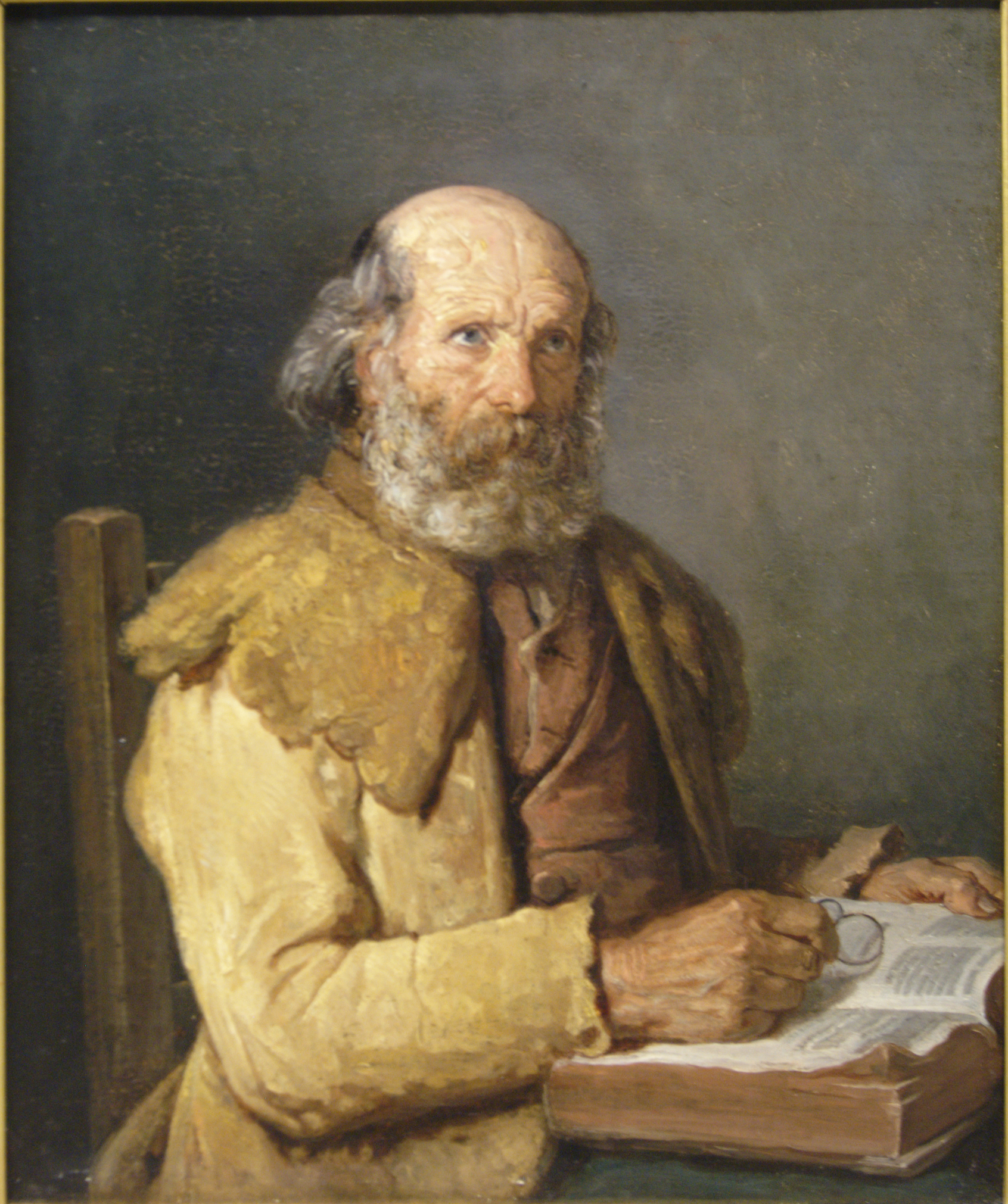
Vieux breton faisant une lecture (vers 1850), Le Mans, musée de Tessé.
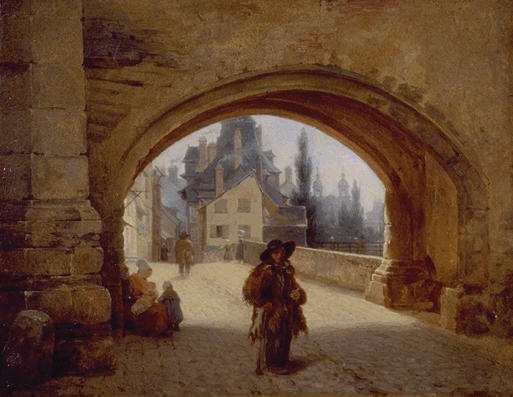
Vue de l’arcade de l’ancien hôpital Saint-Yves à Rennes, musée des Beaux-Arts de Rennes.
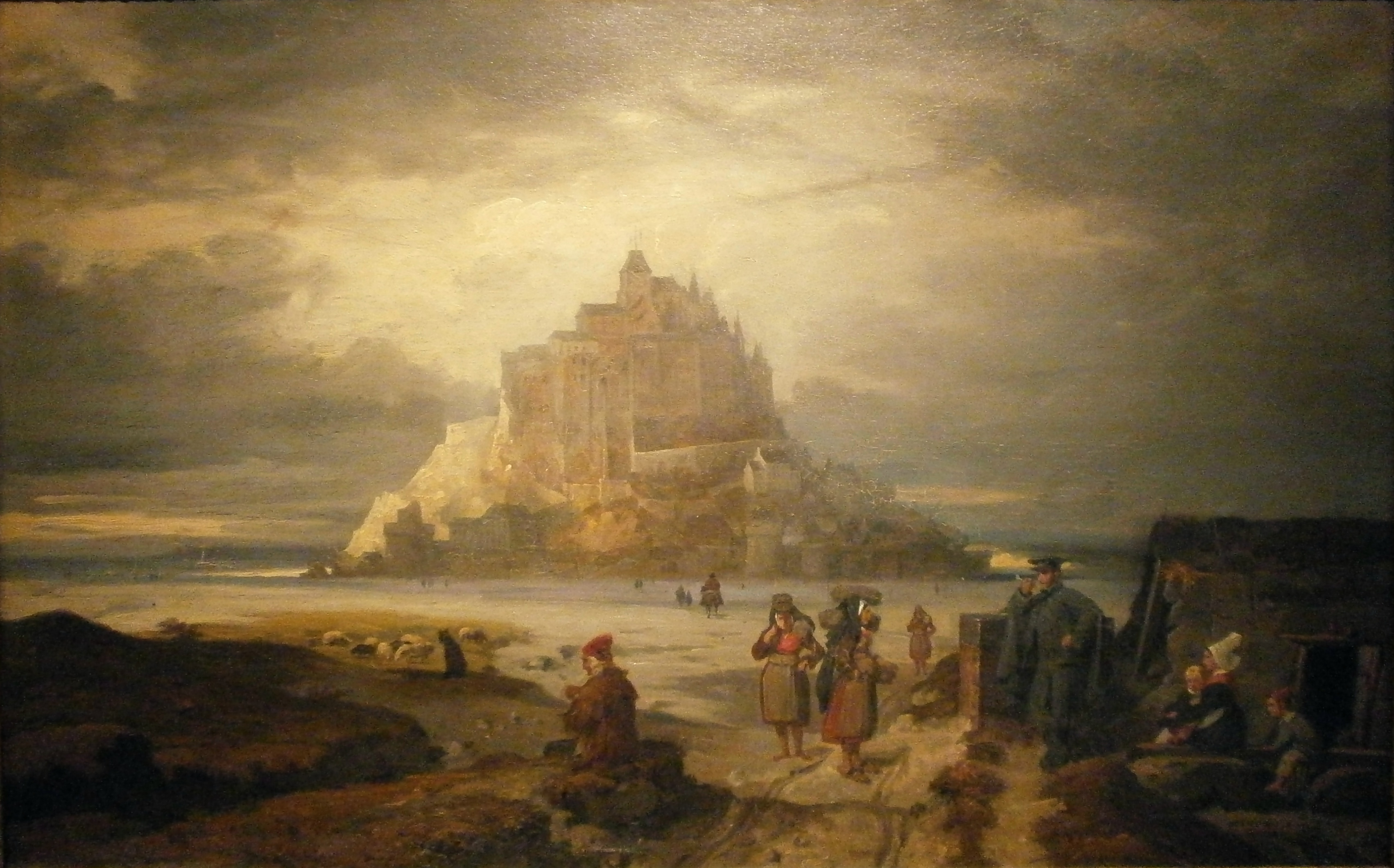
Le Mont-Saint-Michel, musée d'Art et d'Histoire de Lisieux.